# Izzy Stradlin
Izzy Stradlin, właśc. Jeffrey Dean Isbell (ur. 8 kwietnia 1962 w Lafayette) – amerykański muzyk, gitarzysta rytmiczny.
W latach 1985–1991 członek zespołu Guns N’ Roses, w którym (obok Axla Rose’a), był głównym twórcą piosenek grupy; napisał muzykę i słowa m.in. do utworów: „Don’t Cry”, „Think About You”, „Mr. Brownstone”, „Patience”, „Dust N' Bones”, „14 Years”, „Double Talkin' Jive” i „You Could Be Mine”. Od 1991 artysta solowy, w tym muzyk sesyjny.

## Życiorys
Po ukończeniu szkoły wyjechał do Los Angeles, gdzie wynajął mieszkanie przy Huntington Beach. Był perkusistą w zespołach Naughty Women i The Atoms. Po tym, jak skradziono mu część zestawu perkusyjnego, rozpoczął grę na gitarze basowej, a niedługo później został gitarzystą w zespole Shire. Po kilku latach w Los Angeles dołączył do niego Axl Rose, z którym występował w zespole Rose, później przemianowanym na Hollywood Rose. Dorabiał, paląc papierosy na potrzeby badań prowadzonych przez UCLA i handlując narkotykami.
Po rozpadzie Hollywood Rose został członkiem Guns N’ Roses, a w czerwcu 1985 zagrał z zespołem pierwszą trasę koncertową po Stanach Zjednoczonych. Wówczas zaczął grać na klasycznie wyglądających gitarach (hollow body i semi-hollow body, m.in. Gibsony z serii ES) na cześć swojego idola, gitarzysty The Rolling Stones, Keitha Richardsa. Po zakończeniu trasy Appetite for Destruction wraz z kolegami z Guns N’ Roses zaczął brać narkotyki i nałogowo pić alkohol. W przeciwieństwie do innych członków formacji dość szybko porzucił używki, a powodem rezygnacji z narkotyków była groźba więzienia po tym, jak został aresztowany za wandalizm na pokładzie samolotu (m.in. oddanie moczu w przejściu do pierwszej klasy, słowną napaść na stewardessę i palenie w strefie dla niepalących). Pod koniec 1989 wraz z Axlem Rosem wystąpili jako goście na kilku koncertach z zespołem The Rolling Stones.
W listopadzie 1991, na początku trasy koncertowej Use Your Illusion Tour, odszedł z Guns N’ Roses, by skupić się na działalności solowej. Latem 1992 powrócił na chwilę do zespołu, zastępując na europejskiej części trasy kontuzjowanego Gilby’ego Clarke’a. W maju 2006 ponownie wystąpił gościnnie z zespołem, tym razem na koncercie w Hammerstein Ballroom w Nowym Jorku.

## Dyskografia solowa
| Tytuł                            | Data wydania | Wytwórnia           |
| -------------------------------- | ------------ | ------------------- |
| Izzy Stradlin & the Ju Ju Hounds | 1992         | Geffen              |
| 117°                             | 1998         | Geffen              |
| Ride On                          | 1999         | Geffen              |
| River                            | 2001         | Sanctuary           |
| On Down the Road                 | 2002         | JVC – Victor        |
| Like a Dog                       | 2005         | Wydanie internetowe |
| Miami                            | 2007         | Wydanie internetowe |
| Fire, the acoustic album         | 2007         | Wydanie internetowe |
| Concrete                         | 2008         | Wydanie internetowe |
| Smoke                            | 2009         | Wydanie internetowe |
| Wave of Heat                     | 2010         | Wydanie internetowe |